# Gunmakaz
Gunmakaz (от англ. Gun makers — оружейники) — российская рэп-группа из Санкт-Петербурга, отличавшаяся крайне нехарактерным для русского рэпа глубоким фанковым звучанием в духе классического нью-йоркского хип-хопа (Gang Starr, Native Tongues). Некоторые песни записаны в более современной стилистике dirty south.
Группа состояла в объединениях Funk Fanatix и Def Joint.

## История
Big D и L-Brus начинали свой путь в группе «Другие Эмоции», которая представляла Санкт-Петербург на международном фестивале Rap Music в 2003 году. Позднее они организовали группу Gunmakaz, в которую помимо двух MC вошёл музыкальный продюсер, битмэйкер и диджей Beat-Maker-Beat. Многие треки трио записаны при участии вокалистки Nasty (не путать с Анастасией Кочетковой), но участники группы назвали её «отдельным сольным исполнителем». В середине 2000-х группа активно записывалась и выступала в клубах родного города. Первой опубликованной записью Gunmakaz стала совместная с UmBriaco песня «Береги тачку», вошедшая в альбом «Эврика».
В 2007 лейбл CD Land выпустил дебютный альбом Gunmakaz, получивший название «Fанаты Fанка EP». В 2007—2008 гг. группа записывала совместные песни с такими исполнителями, как Смоки Мо, Децл, 3NT, V-Style, Чек, MC Молодой, NMP SQD. Часть из них присутствует на альбоме «Fанаты Fанка», другие вышли на альбомах соответствующих исполнителей (3NT — Metro, Смоки Мо — «Планета 46»). За EP должен был последовать LP Lifestyle, но к середине 2008 этот альбом так и не был выпущен.
Группа состояла в объединении Def Joint, под эгидой которого выпускаются сборные альбомы.
В начале 2008 года группу покинул L-Brus. Некоторое время Big D и Beat-Maker-Beat вместе с питерским МС D.Mast'ой продолжали выступления под названием Gunmakaz, но вскоре группа прекратила существование. Все участники продолжают сольную карьеру в составе Def Joint.
В апреле 2009 Big D принял участие во втором сезоне телешоу «Битва за респект» на Муз-ТВ.
В настоящее время Beat-Maker-Beat выступает под именем BMB Spacekid.

## Разногласия с законом
В своём творчестве Gunmakaz неоднократно выступали за легализацию марихуаны. Музыканты преследовались властями за употребление и хранение канабиноидов.
24 декабря 2007 г. Big D был задержан сотрудниками милиции в десяти метрах от дома с наркотическими средствами (марихуаной) в крупном размере. Было заведено уголовное дело, Big D был освобожден под подписку о невыезде.
3 апреля 2008 г. аналогичное обвинение было предъявлено второму MC группы L-Brus`у. 5 июня 2008 г. L-Brus был осуждён Приморским районным судом Санкт-Петербурга за хранение наркотиков на три года лишения свободы условно (с испытательным сроком в два с половиной года).

## Дискография

### Студийные альбомы
- 2007 — Gunmakaz "Fанаты Fанка" (CD Land)

### Сольные альбомы Beat-Maker-Beat
- 2009 — Beat-Maker-Beat New Level Mixtape (BMBeats/Rap.ru)
- 2009 — Beat-Maker-Beat Soul Food Music (Raw Drafts) (BMBeats)
- 2009 — Beat-Maker-Beat & DJ Alex The Lost Mixtape (BMBeats)
- 2009 — Beat-Maker-Beat Lost Pieces (BMBeats)
- 2009 — Beat-Maker-Beat The Live EP (BMBeats)
- 2009 — Beat-Maker-Beat New Level Mixtape (BMBeats)
- 2010 — Beat-Maker-Beat Astral Theory Mix Vol.1 (BMBeats/ Rap.ru)
- 2010 — Beat-Maker-Beat Blue Magic (draft) (BMBeats/ Rap.ru)
- 2010 — Beat-Maker-Beat Newold Drafts (raw drafts pt.2) (BMBeats)
- 2010 — Beat-Maker-Beat MACROKOSMOS (BMBeats)
- 2010 — Beat-Maker-Beat PARAMIND (BMBeats)
- 2011 — Beat-Maker-Beat Astral Theory Mix Vol.2 (BMBeats)

### Сольные альбомы Big D
- 2009 — Big D & G-Style «От Москвы до Питера» (Def Joint/G-Style S3T Tape Vol.5)